# Jatiroyo
Jatiroyo is een bestuurslaag in het regentschap Karanganyar van de provincie Midden-Java, Indonesië. Jatiroyo telt 3093 inwoners (volkstelling 2010).